# Чисте (Макушинський округ)
Чи́сте (рос. Чистое) — присілок у складі Макушинського округу Курганської області, Росія. 
Населення — 31 особа (2010, 78 у 2002).
Національний склад станом на 2002 рік:
- росіяни — 95 %